# Scooby-Doo! Pirates Ahoy!
Scooby-Doo! Pirates Ahoy! (bra: Scooby-Doo! Piratas à Vista) é um filme de aventura, comédia e mistério animado lançado diretamente em mídia doméstica de 2006 e é o décimo de uma série de filmes animados baseados nos desenhos animados do Scooby-Doo nas manhãs de sábado. Foi lançado em 19 de setembro de 2006 e produzido pela Warner Bros. Animation, embora apresentasse um logotipo e direitos autorais da Hanna-Barbera Cartoons no final.